# Stanisław Maślanka

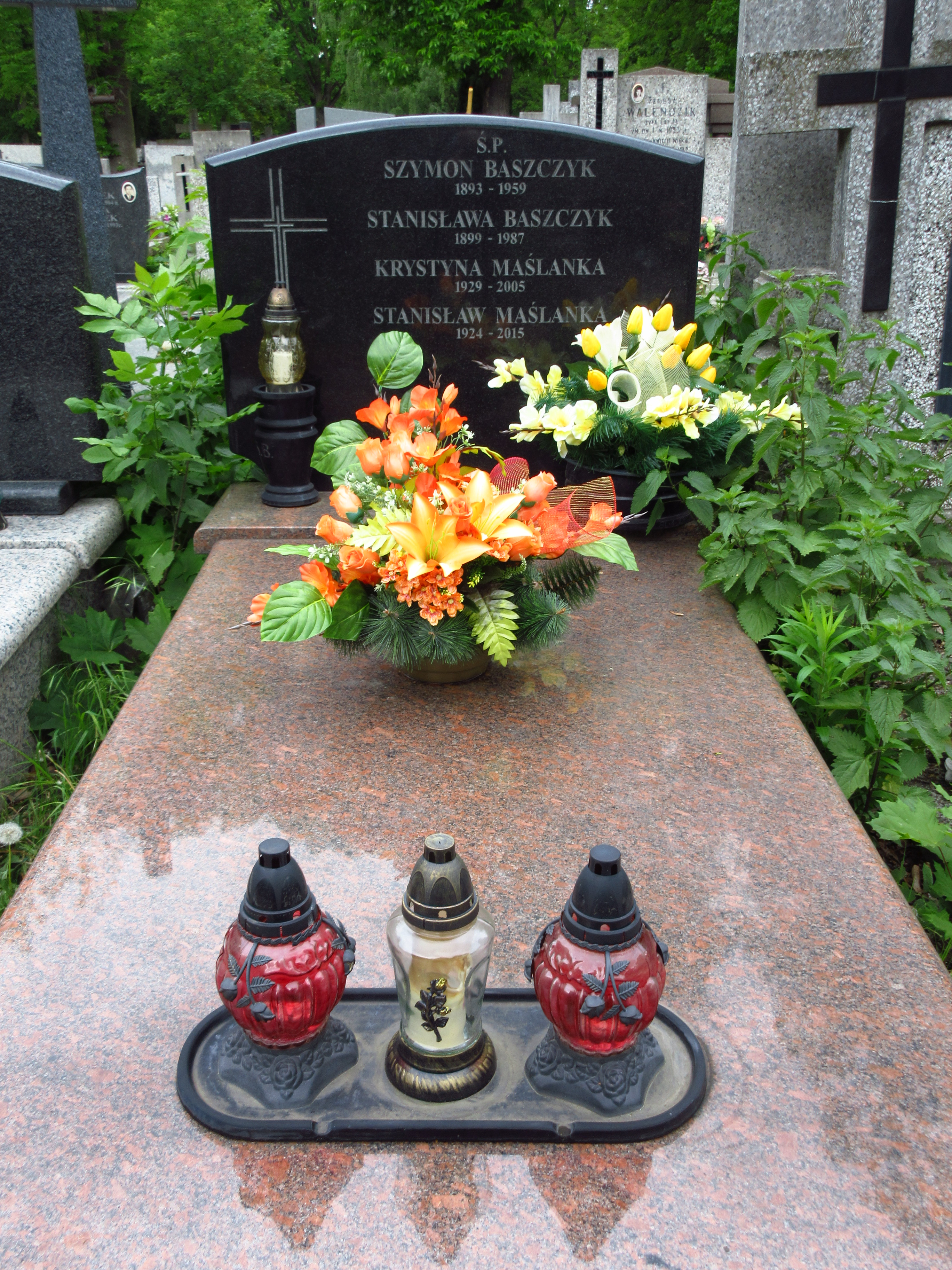
Grób Stanisława Maślanki na Cmentarzu Bródnowskim.

Stanisław Maślanka ps. „Legenda” (ur. w 1924 w Kowlu w województwie wołyńskim, zm. 17 kwietnia 2015) – polski żołnierz podziemia niepodległościowego w czasie II wojny światowej w ramach struktur AK, działacz podziemia antykomunistycznego w ramach organizacji WiN, major WP w stanie spoczynku, działacz kombatancki, Prezes Honorowy Inspektoratu Chełmskiego Zrzeszenia „Wolność i Niezawisłość”.

## Życiorys
W czasie II wojny światowej od 1943 roku działał w konspiracji w ramach struktur Armii Krajowej pracując jednocześnie jako kolejarz (był kurierem AK). Następnie wstąpił w szeregi 27 Wołyńskiej Dywizji AK biorąc udział w walkach z sowietami na Wołyniu i ziemi chełmskiej. Od maja 1945 roku działał w oddziale WiN dowodzonym przez Henryka Lewczuka ps. „Młot”. W okresie od czerwca 1946 do marca 1947 roku piastował funkcję zastępcy dowódcy oddziału. Dowodził kilkoma potyczkami z jednostkami UB i KBW (nie brał jednak udziału w akcji uwolnienia więźniów Powiatowego Urzędu Bezpieczeństwa Publicznego w Hrubieszowie). W marcu 1947 roku wraz z Lewczukiem i resztą oddziału dokonał ujawnienia. Osiadł we Wrocławiu. W 1950 roku został aresztowany przez UB i skazany na karę śmierci zamienioną następnie po 6 miesiącach pobytu w areszcie na karę dożywocia. Wyrok odbywał w Zakładzie Karnym we Wronkach oraz Zakładzie Karnym w Rawiczu. Stanisław Maślanka został zwolniony z aresztu w grudniu 1956 roku. Mieszkał w Warszawie. Przez wiele lat był pracownikiem Instytutu Tele- i Radiotechnicznego (ITR). Udzielał się jako działacz kombatancki, angażując się między innymi w akcje upamiętnienia żołnierzy 27 Wołyńskiej Dywizji AK.
Stanisław Maślanka zmarł 17 kwietnia 2015 roku i został pochowany 24 kwietnia tego samego roku na cmentarzu Bródnowskim w Warszawie (kwatera 8L-1-23).

## Wybrane odznaczenia
- Krzyż Kawalerski Orderu Odrodzenia Polski